# Селезнёв, Павел Сергеевич (футболист)
Па́вел Серге́евич Селезнёв (бел. Павел Сяргеевіч Селязнёў; род. 11 июня 2000, Минск) — белорусский футболист, полузащитник клуба «Белшина».

## Карьера

### «Арсенал» Дзержинск

#### Начало карьеры
Воспитанник футбольной академии столичного «Минска». В 2017 году футболист стал выступать за дублирующий состав клуба. В 2018 году футболист стал подтягиваться к матчам с основной командой, однако оставался на скамейке запасных. Дебютировал за клуб футболист 28 июля 2019 года в матче Кубка Беларуси против бобруйской «Белшины». По окончании сезона футболист покинул клуб. В апреле 2019 года футболист на правах свободного агента присоединился к дзержинскому «Арсеналу». Дебютировал за клуб футболист 13 июля 2020 года в матче против речицкого «Спутника», выйдя на замену на 90 минуте. По итогу дебютного сезона футболист вместе с клубом завершил чемпионат на итоговом четвёртом месте. Однако на протяжении сезона футболист выступал за клуб в роли игрока замены, результативными действиями не отличившись.

#### Сезон 2021
В начале 2021 года футболист начинал подготовку к новому сезону с основной командой дзержинского клуба. Первый матч в новом сезоне футболист сыграл 6 апреля 2021 года в рамках ответной четвертьфинальной встречи Кубка Беларуси против жодинского «Торпедо-БелАЗ», выйдя на поле в стартовом составе, однако уже на 14 минуте был травмирован и заменён. Также по итогу четвертьфинальных матчей жодинское «Торпедо-БелАЗ» вышло в следующий раунд турнира. В мае 2021 года футболист вернулся в расположение основной команды клуба. Первый матч в чемпионате футболист сыграл 9 мая 2021 года против «Барановичей», выйдя на замену на 69 минуте, также отличившись своим дебютным забитым голом. По итогу сезона футболист вместе с клубом досрочно стал победителем чемпионата, получив прямое повышение в Высшую лигу. Сам футболист за сезон отличился 2 забитыми голами.

#### Сезон 2022
К новому сезону футболист также приступил подготавливаться в составе дзержинского «Арсенала». Первый матч в новом сезоне футболист сыграл 20 марта 2022 года против «Гомеля», выйдя на замену на 71 минуте. Первым результативным действием за клуб в сезоне футболист отличился 7 мая 2022 года в матче против «Ислочи», отдав голевую передачу. В июле 2022 года футболист покинул дзержинский клуб, расторгнув контракт по соглашению сторон. На протяжении первой половины сезона футболист выступал за дзержинский клуб в роли игрока замены, отличившись своей единственной результативной передачей. Всего же футболист за проведенные сезоны в клубе отличился лишь 2 забитыми голами и результативной передачей, но закрепиться в стартовом составе так и не смог.

### «Лида»
В июле 2022 года футболист на правах свободного агента присоединился к «Лиде», подписав контракт до конца сезона. Дебютировал за клуб футболист 20 августа 2022 года в матче против новополоцкого «Нафтана», выйдя на поле в стартовом составе и отличившись своей первой результативной передачей. Дебютным забитым голом за клуб футболист отличился 6 ноября 2022 года в матче против «Барановичей». По итогу сезона футболист вместе с клубом завершил чемпионат на итоговом десятом месте. На протяжении сезона футболист выступал за лидский клуб в рол иодного из ключевых игроков, отличившись своими забитыми голам и результативной передачей. По окончании сезона футболист покинул клуб в связи с окончанием срока действия контракта.

### «Сморгонь»
В январе 2023 года футболист проходил просмотр в «Сморгони». В феврале 2023 года футболист официально присоединился к клубу на правах свободного агента, подписав контракт до коцна сезона. Дебютировал за клуб футболист 19 марта 2023 года против бобруйской «Белшины», выйдя на поле в стартовом составе. Своим дебютным забитым голом за клуб футболист отличился 1 апреля 2023 года в матче против жодинского «Торпедо-БелАЗ». По итогу сезона футболист вместе с клубом завершил чемпионат на итоговом одиннадцатом месте в турнирной таблице. На протяжении сезона футболист выступал за клуб в роли одного из основных игроков, часть матчей пропустив из-за травмы, отличившись забитыми голам и результативной передачей в армках чемпионата.
В феврале 2024 футболист продлил контракт с клубом ещё на сезон. Первый матч в новом сезоне футболист сыграл 16 марта 2024 года против минского «Динамо», выйдя на поле в стартовом составе. Первым результативным действием за клуб футболист отличился 26 мая 2024 года в матче против солигорского «Шахтёра», отдав голевую передачу. По итогу сезона футболист вместе с клубом завершил чемпионат на итоговом двенадцатом месте в турнирной таблице. На протяжении сезона футболист выступал за клуб в роли одного из основных игроков, чередуя матчи в стартовом составе и выходя на поле со скамейки запасных, отличившись своей единственной голевой передачей. По окончании сезона футболист покинул клуб в связи с окончанием срока действия контракта.

### «Белшина»
В январе 2025 года футболист проходил просмотр в мозырской «Славии». В конце января 2025 года футболист на правах свободного агента присоединился к бобруйской «Белшине», подписав контракт до конца сезона. Дебютировал за клуб футболист 2 марта 2025 года в четвертьфинальном матче Кубка Беларуси против клуба «МЛ Витебск», выйдя на поле в стартовом составе. Первый матч в чемпионате футболист сыграл 30 марта 2025 года против клуба АБФФ U-19, выйдя на поле в стартовом составе. Дебютным забитым голом за клуб футболист отличился 14 мая 2025 года в матче против «Барановичей». Своим первым забитым дублем за клуб футболист отличился 1 июня 2025 года в матче против «Орши».

## Достижения
«Арсенал» Дзержинск
- Победитель Первой лиги: 2021